# Seefeel
I Seefeel sono un gruppo musicale inglese di post-rock e musica elettronica. Sono stati attivi dal 1992 al 1996. Nel 2007 Clifford e Peacock (due dei membri iniziali) hanno annunciato il ritorno del gruppo.

## Storia

### Prima parte della carriera (1992-1996)
Mark Clifford inizia a contattare dei musicisti nel 1991 e nel 1992 forma i Seefeel con la cantante Sarah Peacock, il percussionista Justin Fletcher e il bassista Daren Seymour (che subentra a Mark von Hoen, amico di Clifford la cui esperienza nel gruppo dura solo pochi mesi). Dopo i primi demo, nel 1993 registrano il primo EP. Si tratta di More Like Space (Too Pure), che è caratterizzato da un mix di diversi generi musicali, ossia dub, post-rock, noise pop e ambient.
Dopo pochi mesi i Seefeel danno alle stampe il primo album, Quique (1993). Il disco, costituito da nove pezzi, mette le radici nella scena shoegaze inglese, ma si trovano anche tracce di musica psichedelica. Il disco non è propriamente un successo commerciale (15 000 copie), ma trova numerosi consensi dalla critica. Robin Guthrie (Cocteau Twins) contatta Clifford nel 1995 e lo invita a partecipare alla raccolta di remix Otherness. Inizia così una solida collaborazione tra i due che confluirà nell'esperienza degli Sneakster.
Sempre nel 1995 viene pubblicato il secondo album in studio. Si tratta di Succour. Le chitarre lasciano in parte spazio alla base ritmica, il che fa accostare l'album alla musica ambient e al trip hop, molto in voga in quegli anni a Bristol. Scompare anche, quasi del tutto, la voce della Peacock.
Nel 1996 esce (CH-VOX). A quel punto la band però si è già sciolta. (CH-VOX) è una raccolta di sei tracce. Il gruppo si divide e ogni membro intraprende una propria attività parallela.

### Periodo di progetti paralleli (1996-2007)
Mark Clifford, in particolare, incontra Sophie Hinkley, con cui inizia a scrivere. Si formano così gli Sneakster, che pubblicano l'EP Fifty Fifty nel 1999 e poi l'album Pseudo-Nouveau. 
Nel 2000 il duo pubblica una versione estesa del precedente album contenente due remix di Robin Guthrie (Cocteau Twins) e un inedito. L'esperienza degli Sneakster termina qui, con la Hinkley che decide di lasciare totalmente la musica.
Un altro progetto parallelo dei Seefeel è rappresentato dagli Scala. La band fa capo a Sarah Peacock, ma comprende anche altri musicisti dei Seefel. Questa esperienza è limitata al biennio 1996-1998. Tuttavia in questo arco di tempo vengono distribuite numerose produzioni. Si parte con Beauty Nowhere, per poi passare all'EP Lips & Heaven, fino agli ultimi due album, ossia To You in Alpha e Compass Heart. In generale gli Scala si avvicinano al pop e al trip hop.
Sarah Peacock ha fondato poi un altro gruppo, i January, assieme a Johnny Mathers, Jonny Wood e Simon McLean (produttore di un album degli Scala). Il gruppo si dedica al pop rock incidendo gli album I Heard Myself in You (2001) e Motion Sickness.
Con il soprannome Woodespoon, Clifford pubblica un album solista. Poi forma i Disjecta, con cui richiama i toni affini ai Seefeel. Nel suo percorso con questa band pubblica Looking For Snags e Clean Pit & Lid. 
Nel 2005 pubblica Running Taper insieme a Simon Kealoha (aka Calika), mentre nel 2007 collabora con l'ucraina Zavaloka con cui incide uno split.
Nel 2010 Clifford si concede una collaborazione con Mira Calix. Il risultato è la pubblicazione di una raccolta di varie session eseguite dalla coppia e intitolata Lost Foundling, firmata a nome Cliffordandcalix.

### Ritorno sulle scene (2007-oggi)
Nel 2007 viene pubblicata una riedizione dell'album Quique. Clifford e Peacock nel frattempo, iniziano a lavorare su del nuovo materiale. Dopo aver ingaggiato in formazione Kazuhisa Iida (alias E-Da, ex Boredoms) e Shigeru Ishihara (DJ Scotch Egg), rispettivamente come batterista e bassista, annunciano il loro ritorno, che avviene attraverso un concerto a Parigi nel 2009.
Negli Church Road Studios di Brighton registrano un EP chiamato Faults, che viene pubblicato nel 2010.
Nel 2011 viene pubblicato, a distanza di quindici anni dal precedente, l'album Seefeel. Il disco si caratterizza di un'elettronica cruda, a cui si agganciano trip hop, dub e glitch.

## Stile musicale
Considerati fra i gruppi più rappresentativi della scena post-rock oltremanica, i Seefeel hanno coniato uno stile che, ispirandosi a Brian Eno e ai My Bloody Valentine, fonde rock e musica d'ambiente. Si ispirano alla techno e al minimalismo e a loro è riconosciuto il merito di aver contaminato in modo innovativo il rock con "mutazioni wave, i vortici chitarristici dei My Bloody Valentine e degli A. R. Kane, il dub e l'elettronica".

## Formazione

### Formazione attuale
- Mark Clifford (1992-1996, 2008-oggi)
- Sarah Peacock (1992-1996, 2008-oggi)
- Shigeru Ishihara (2008-oggi)
- Iida Kazuhisa (2008-oggi)

### Ex componenti
- Daren Seymour (1992-1996)
- Justin Fletcher (1992-1996)
- Mark Van Hoen (1992-1993)

## Discografia

### Album Studio
- 1993 - Quique (Too Pure/Astralwerks)
- 1995 - Succour (Warp)
- 1996 - (CH-VOX) (Rephlex)
- 2007 - Quique (Redux Edition) (Too Pure/Beggar's Banquet)
- 2011 - Seefeel (Warp)

### EP e singoli
- 1993 - More Like Space EP
- 1993 - Plainsong EP
- 1993 - Pure, Impure EP
- 1993 - Time to Find Me
- 1994 - i-01
- 1994 - Fracture/Tied
- 1994 - Starethrough EP
- 2010 - Faults EP

### Compilation
- 1993 - Polyfusia